# Федоренко, Анастасия Сергеевна
Анастаси́я Серге́евна Федоре́нко (укр. Федоренко Анастасія Сергіївна; 1 апреля 1987, Донецк, Украинская ССР — 28 февраля 2022, Донецк) — российский и украинский общественный деятель, фотограф, журналист.

## Биография
Родилась в Донецке в семье фотографа Сергея Федоренко. В детстве стала известна как самый юный фотограф СССР и мира. В полтора года начала интересоваться фототехникой своего отца, который в тот момент был руководителем детской фотостудии в Донецком дворце пионеров, после чего начала помогать ему в фотолаборатории и снимать сама. Выставка фотографий Насти прошла в городе Бохум (ФРГ), когда девочке было три года. Комитет защиты мира наградил юного автора медалью за миротворческую деятельность. В три года прошла первая персональная выставка «Вместе с папой». В возрасте трёх лет попала в книгу отечественных рекордов «Диво-93», которую выпускало акционерное общество «Диво»). C семи лет Настины фотографии публикуются в газетах, в семь лет стала внештатным корреспондентом газеты «Донецкие новости».
Анастасия Федоренко в шесть лет стала членом союза фотохудожников Украины. В восемь лет стала членом союза журналистов Украины. Позже стала членом союза журналистов России и Международной федерации журналистов. Участвовала во Всесоюзном конкурсе детской фотографии «Львовская весна — 90», а также международных детских фотоконкурсах СССР, США, Германии и Канады. О юной фотохудожнице сняли фильм немецкие кинематографисты. Сделала ряд снимков известных политиков и деятелей шоу-бизнеса России и Украины. Мэр Москвы Юрий Лужков подарил девочке профессиональный фотоаппарат «Canon». Мать Анастасии Наталия Алексеевна умерла от лейкоза, когда дочери было 9 лет, после чего она осталась жить с отцом.
В 1995 году была награждена медалью на Первом фестивале журналистов Украины. В том же году за серию снимков о Сергее Бубке Федоренко получила специальный приз на фотоконкурсе «Интерфото-95».
В 1996 году на I международном фестивале журналистики получила звание «Фоторепортёр года» и хрустальную статуэтку «Истина». В 1997 году на II международном фестивале журналистики Анастасия вновь получила звание «Фоторепортёр года» за репортаж о тренировках в Приэльбрусье группы спортсменов-инвалидов перед восхождением на Килиманджаро.
Работала шеф-редактором украинского фотоагентства «Донбасс».
В 2009 году Федоренко представила свой роман-аудиокнигу «Донецкий ангел» в который также включены песни в исполнении автора. В записи аудиокниги приняла участие диктор донецкого областного радио и стадиона «Донбасс Арена» Наталия Толшина, чей голос также известен дончанам по записи для объявления остановок в транспорте Донецка. Федоренко открыла собственное издательство и выпустила ряд книг о политиках и государственных деятелях, а также деятелях культуры.
Федоренко окончила аспирантуру Донецкого государственного университета управления.
11 марта 2014 года единственная[уточнить] из Украины Федоренко подписала обращение деятелей культуры Российской Федерации в поддержку позиции президента России В. В. Путина по Украине и Крыму (расширенный список из 511 человек).
19 апреля 2017 года в Донецке по инициативе Федоренко установили мемориальную доску российскому музыканту, певцу, композитору, бас-гитаристу группы «Любэ», создателю культурно-просветительского движения «Родные просторы» Павлу Усанову. На гранитной доске высечены стихи Павла Усанова из его известной песни «Всё будет как надо».
Стала лауреатом премия имени Юлиана Семёнова в области экстремальной геополитической журналистики за 2016 год. В 2018 году за книгу «#ЯДОНБАСС» стала лауреатом премии международного литературно-медийного конкурса имени Олеся Бузины в номинации «Публицистика». В 2021 году Анастасия Федоренко и Сергей Мохарев с книгой «Я Донбасс. Новейшая история Донбасса» стали лауреатами Национальной премии «Лучшие книги и издательства 2021 года» в жанре «История».
Жила в Москве. Работала фотокорреспондентом и журналистом в газете «Московская правда».
Умерла в ночь на 28 февраля 2022 года после нескольких месяцев тяжелой болезни.
В декабре 2023 года была посмертно принята в Союз писателей России.

## Галерея

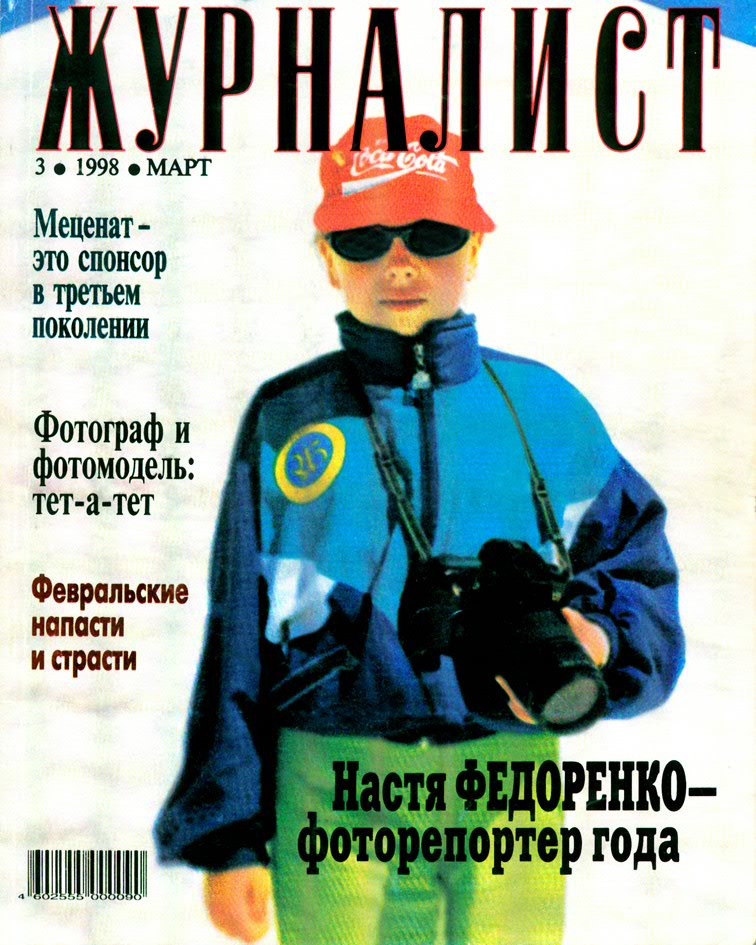
Анастасия Федоренко на обложке журнала «Журналист» №3 за 1998 год
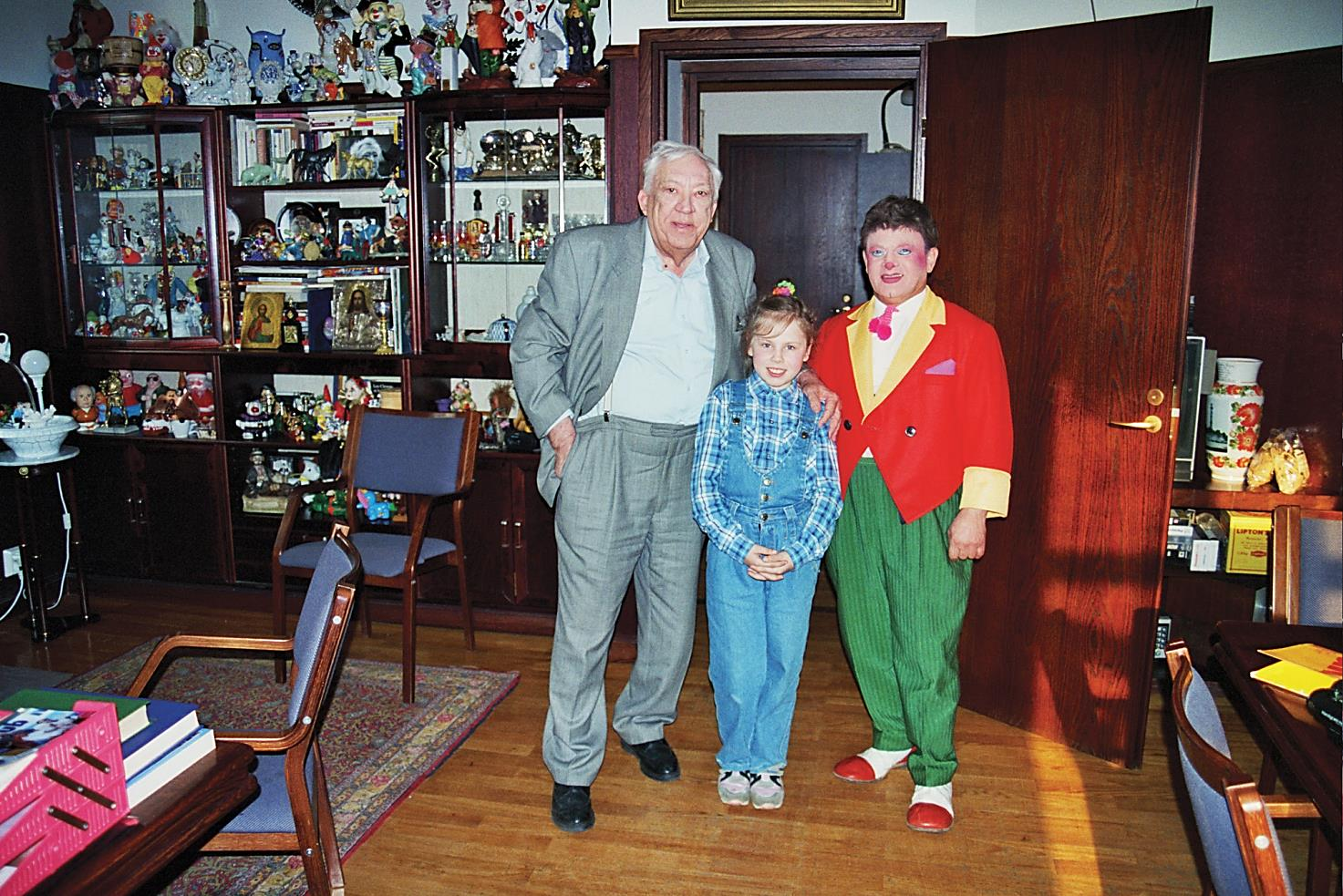
С Юрием Никулиным
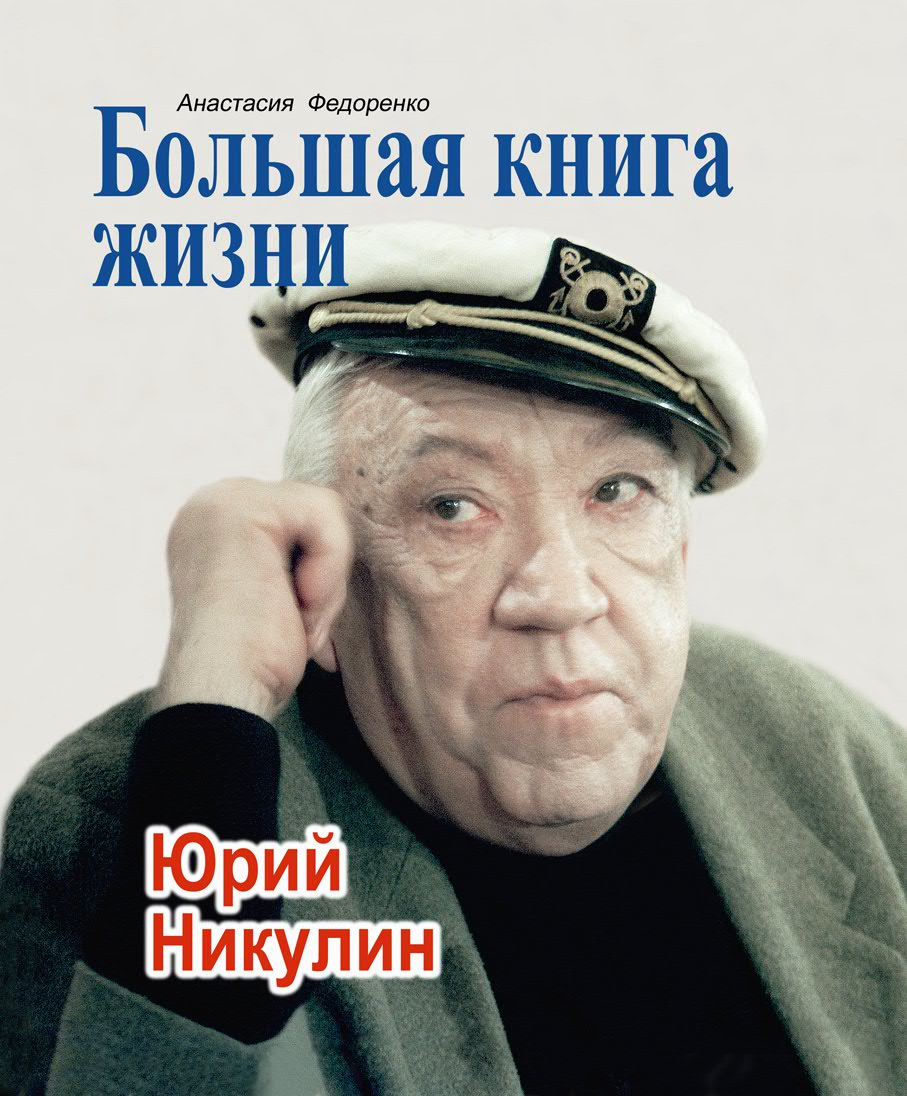
2013 год. Обложка книги Анастасии Федоренко «Большая книга жизни. Юрий Никулин» с авторской фотографией
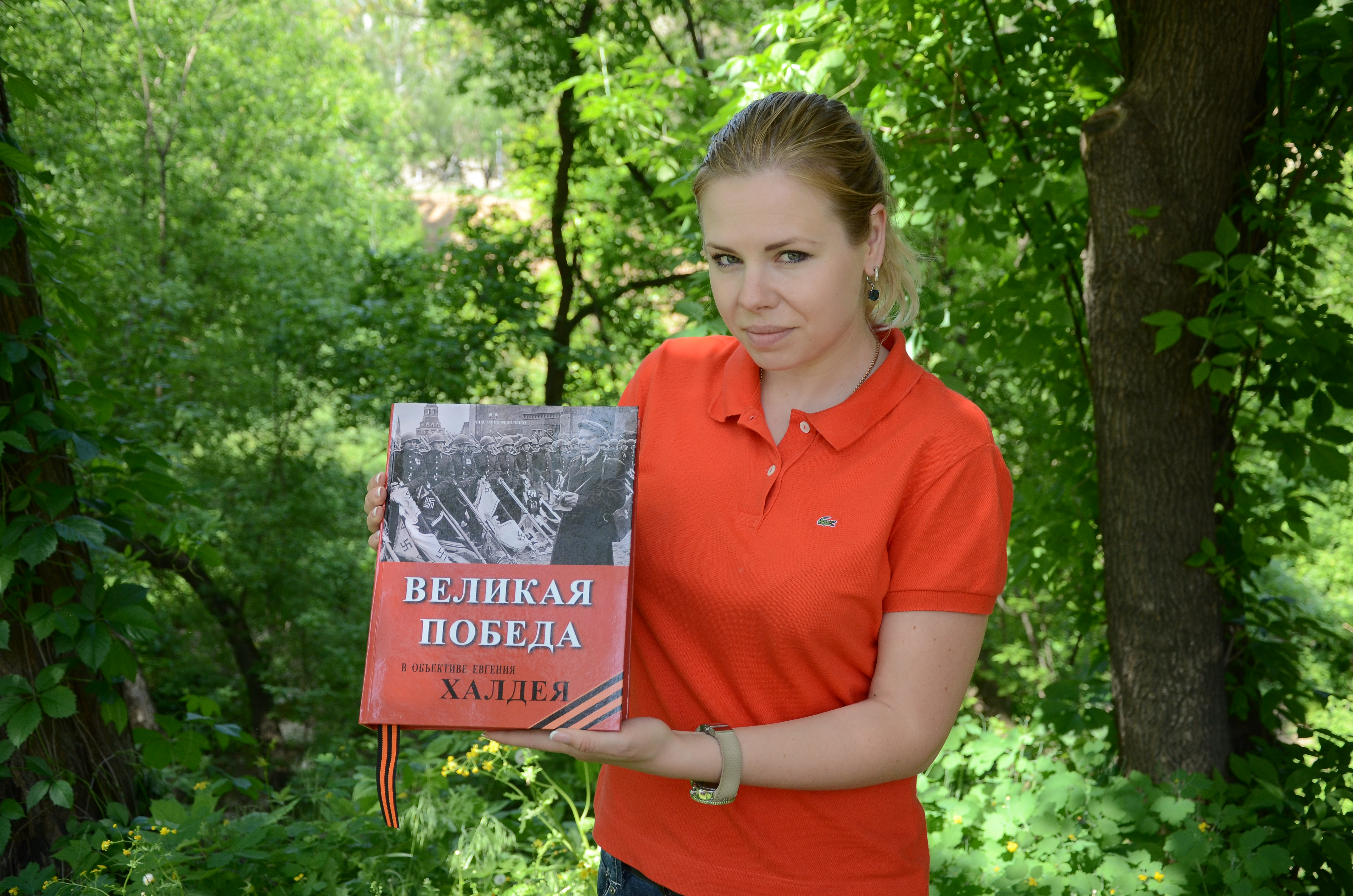
2014 год. Анастасия Федоренко со своей книгой про Евгения Халдея.
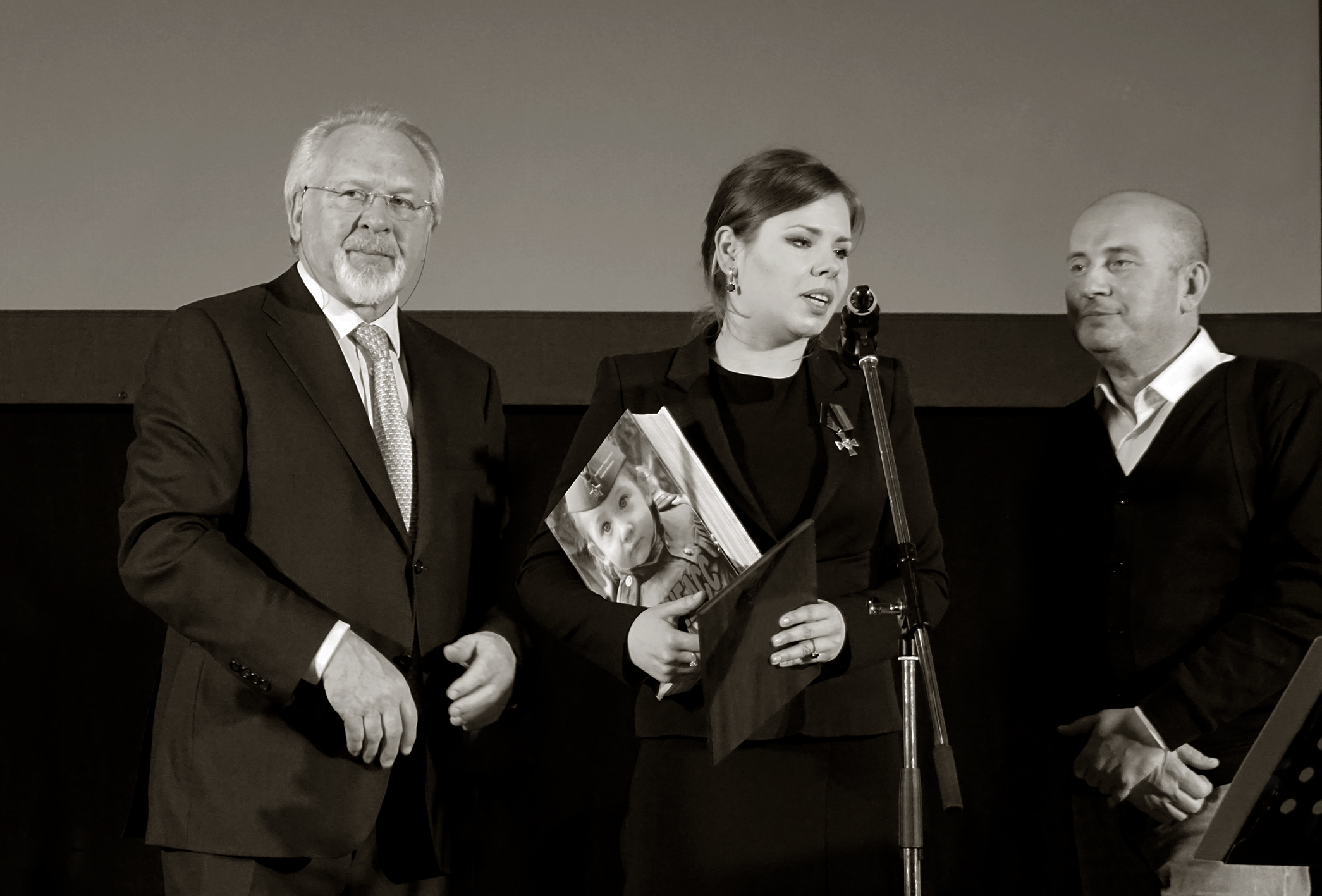
2017 год. Награждение премией имени Юлиана Семёнова в области экстремальной геополитической журналистики

## Выставки
- 1990 — «Вместе с папой»[5] (Донецк[3], Ташкент[3], Бухара[3][43], Таллинн[3], Ленинград[3], Кохтла-Ярве[3], Бохум[15])
- 1990 — отчётная выставка второго межреспубликанского фестиваля детских фотостудий «Львовская весна — 90» (Львов)[17]
- 1990 — международный детский фотофестиваль «Мир это…»[6][8]
- 1991 — Wir zeigen den Alltag unserer Heimatstadt (Бохум)[44]
- 1993 — персональная фотовыставка в «Украинском доме» (Киев)[6]
- персональная фотовыставка «Океан фантазии»[21]
- 1996 — персональная выставка «Мир балета» в «Фотоцентре» на Гоголевском бульваре (Москва)[7]
- 1996 — персональная выставка в московском «Фотоцентре» на Гоголевском бульваре (Москва)[45]
- 1997 — персональная выставка «Лейкемия» в «Фотоцентре» на Гоголевском бульваре, посвященная маме (Москва)[13][46]
- 1999 — «Влюбись в Москву» (Москва)[19][47]
- 2000 — выставка в московском фотоцентре на тему «Маленького принца»[16]
- 2013 — выставка, посвящённая Донбассу[31]

## Награды
- лауреат Всесоюзного детского фотоконкурса во Львове[48]
- 1995 — специальный приз на фотоконкурсе «Интерфото-95»[13][21]
- 1996 — звание «Фоторепортёр года» I международном фестивале журналистики[13]
- 1997 — звание «Фоторепортёр года» II международном фестивале журналистики[13]
- 2005 — Знак «Шахтёрская слава» III степени (Украина)[49]
- 2016 — Медаль «За содействие делу спасения» (Министерство МЧС ДНР)[50]
- 2016 — Знак «Шахтёрская Слава» II степени (Министерство угля и энергетики ДНР)[51]
- 2016 — Знак «Шахтёрская Слава» I степени (Министерство угля и энергетики ДНР)[52]
- 2017 — Премия имени Юлиана Семёнова в области экстремальной геополитической журналистики за 2016 год[38].
- 2018 — Премия международного литературно-медийного конкурса имени Олеся Бузины в номинации «Публицистика» за книгу «#ЯДОНБАСС»[39].

### Публикации об Анастасии Федоренко
- Г. Александрова. Фотоюниор : Фотографу - три года // Советское фото. — 1991. — № 3 (март). — С. 32.
- Э. Адайкина. Ох, уж эта Настя! // Вечерний Ташкент. — 1991. — № 66 (4 апреля).
- Двухлетний фотограф // Диво 93. Чудеса. Рекорды. Достижения.. — Москва: Диво, 1993. — 191 с. — 100 000 экз. — ISBN 5-87012-008-X.
- Ирина Пляскина. Настя Федоренко - самый юный фотограф в мире // Киевские новости. — 1993. — № 1 (январь).
- Хайди Холинджер, Валерий Никифоров, Владимир Молчанов. Фотографиня Настя Федоренко // Каприз. — 1996. — № 3.
- Свою фотовыставку посвящаю маме... // Фотомагазин. — 1996. — № 3.
- Оксана Шалычева. Настя Федоренко - фоторепортер, дочь фоторепортера // Ева плюс. — 1998. — № 3. — С. 10—13.
- Галина Ергаева. Настя — владелица «Истины» // Журналист. — 1998. — № 3. — С. 28—32.
- Ольга Нагірняк. Маленьке донецьке диво // Вісті. — 1998. — № 29 (16 июля).
- Путешествие в страну Маленького Принца // Фотомагазин. — 2000. — № 9.
- Вера Минаева. Дар волшебный, или путь фотографини к «Истине» // Мир женщины. — 2000. — С. 34—35, 72.
- Анастасия Брилева. Самые главные новости - это жизнь людей // Меркурий. — 2003. — Июнь. — С. 72—73.
- Фотограф и герой кадра — союзники : Анастасия Федоренко — специальный корреспондент, фотокорреспондент газеты «Московская правда» и сайта «Мосправда-инфо» // Журналистика и медиарынок. — 2020. — № 10—11. — С. 56—58.

### Публикации Анастасии Федоренко
- Федоренко А. С. «Донецкий ангел» с CD аудиокнигой. — Донецк: Издательство А. С. Федоренко, 2011. — 280 с. — 1100 экз. — ISBN 978-966-2485-00-4.
- Fedorenko  Anastasia S. Donetsk Angel. — Donetsk: Verlag  A.S.Fedorenko, 2011. — 272 с. — 1000 экз. — ISBN 978-966-2485-04-2.
- Вечерко В. Н., Федоренко А. С. Ринат Ахметов. Главные слова. — Донецк: издательство А. С. Федоренко, 2012. — 384 с. — ISBN 978-966-2485-02-8.
- Федоренко А. С. Большая книга жизни. Ринат Ахметов. — Донецк: издательство А. С. Федоренко, 2013. — 540 с. — ISBN 978-966-2485-07-3.
- Федоренко А. С. Большая книга жизни. Григорий Навричевский. — Донецк: издательство А. С. Федоренко, 2013. — 308 с. — 100 экз. — ISBN 978-966-2485-09-7.
- Федоренко А. С. Большая книга жизни. Юрий Никулин. — Донецк: издательство А. С. Федоренко, 2013. — 288 с. — 100 экз. — ISBN 978-966-2485-08-0.
- Федоренко А. С. Большая книга жизни. Ефим Звягильский. — Донецк: издательство А. С. Федоренко, 2013. — 368 с. — 100 экз. — ISBN 978-966-2485-06-6.
- Федоренко А. С. Дежурные ангелы. — Донецк: Библиограф, 2013. — 288 с. — ISBN 978-966-2485-22-6.
- Федоренко А. С. Большая книга жизни. Владимир Рыбак. — Донецк: издательство А. С. Федоренко, 2014. — 360 с. — 230 экз. — ISBN 978-966-2485-11-0.
- Федоренко А. С. Великая Победа в объективе Евгения Халдея. — Донецк: издательство А. С. Федоренко, 2014. — 368 с. — ISBN 978-966-2485-12-7.
- Федоренко А. С. Наш Донецк. — Донецк: Библиограф, 2014. — 516 с. — ISBN 978-966-2485-13-4.[53]
- Федоренко А. С. Наш Донецк. — Донецк: Библиограф, 2015. — 524 с. — ISBN 978-966-2485-13-4.
- Федоренко А. С., Мохарев С. Маленькая книга о большом приключении. — Донецк: Библиограф, 2015. — 108 с. — ISBN 978-966-2485-19-3.
- Федоренко А. С., Мохарев С. Мы вместе!. — Донецк: Библиограф, 2016. — 484 с. — ISBN 978-966-2485-21-7.
- Федоренко А. С., Мохарев С. #ЯДОНБАСС. — Донецк: Библиограф, 2016. — ISBN 978-966-2485-20-4.
- Федоренко А. С. Великие люди великой страны. — Донецк: Библиограф, 2016. — 384 с. — ISBN 978-966-2485-21-7.